# Eduard Eichler
Eduard Eichler (* 25. März 1830 in Hohenstein, Kaisertum Österreich; † 1. Januar 1887 in Dux) war ein österreichischer Unternehmer und Gründer der Eduard Eichler, Porzellan-, Majolika-, Fayence- und Terracottafabrik „Royal Dux Bohemia“ 1860. Seine 1. Ehe ging er 1854 mit Karolina Fliegel aus Mariaschein ein. Zusammen hatten sie einen Sohn, Eduard Michael Eichler. Nach dem frühen Tod seiner ersten Ehefrau 1857, heiratete er Maria Amalia Lumpe aus Kreibitz. Aus dieser 2. Ehe gingen mindestens weitere sechs Kinder hervor.

## Schaffen
Eduard Eichler kaufte eine kleine Fabrik in Dux (Duchcov), die im Jahre 1853 gegründet wurde und benannte sie um in „Royal Dux Bohemia“. Er produzierte Fayence und Porzellan. Anfang des 20. Jahrhunderts exportierte Eichler bereits mehr als 50 % seiner Produktionen.
1862 kaufte er auch eine kleine Fabrik in der Nähe von Šelty Ceska Lipa. Das Unternehmen erlebte eine Zeit des Wohlstands und die hier produzierten Güter waren vor allem aus Terrakotta, Fayencen und Majolika. Die Designs seiner Porzellanfiguren ähnelten denen aus Kopenhagen, Worcester und Sèvres und waren sehr erfolgreich.
Das Werk wurde mit dem Grand Prix Preis bei der Weltausstellung in St. Louis im Jahr 1904 ausgezeichnet. Es erhielt die Silbermedaille auf der Messe in Mailand im Jahr 1906 und eine Goldmedaille bei der Ausstellung in Liberec. Einige der in dieser Zeit eingeführten Produkte sind immer noch bis zu diesem Tag produziert. 
Nach dem Tod von Eduard Eichler im Jahre 1887 führte seine Witwe Amalia Eichler die Firma bis 1890. Nachdem auch sie verstorben war, wurde das Werk von ihrem Sohn Hans Wilhelm übernommen. Hans Wilhelm modernisierte und erweiterte das Unternehmen und begann mit der Einführung von Weichporzellan. Basierend auf dem anhaltenden Erfolg des Unternehmens wurde es in eine Aktiengesellschaft unter dem Namen „Duxer Porzellanmanufaktur AG“ umgewandelt und führte seinen Hauptsitz in Berlin.